# Rhizostilbella rubra
Rhizostilbella rubra är en svampart som beskrevs av Wolk 1914. Rhizostilbella rubra ingår i släktet Rhizostilbella och familjen Ascobolaceae.   Inga underarter finns listade i Catalogue of Life.